# Eduard Trenn
Eduard Trenn (* 13. April 1839 in Sachsenhausen, Provinz Brandenburg; † 1. Oktober 1865 bei Baardheere in Somalia) war ein deutscher Landschaftsmaler.

## Leben

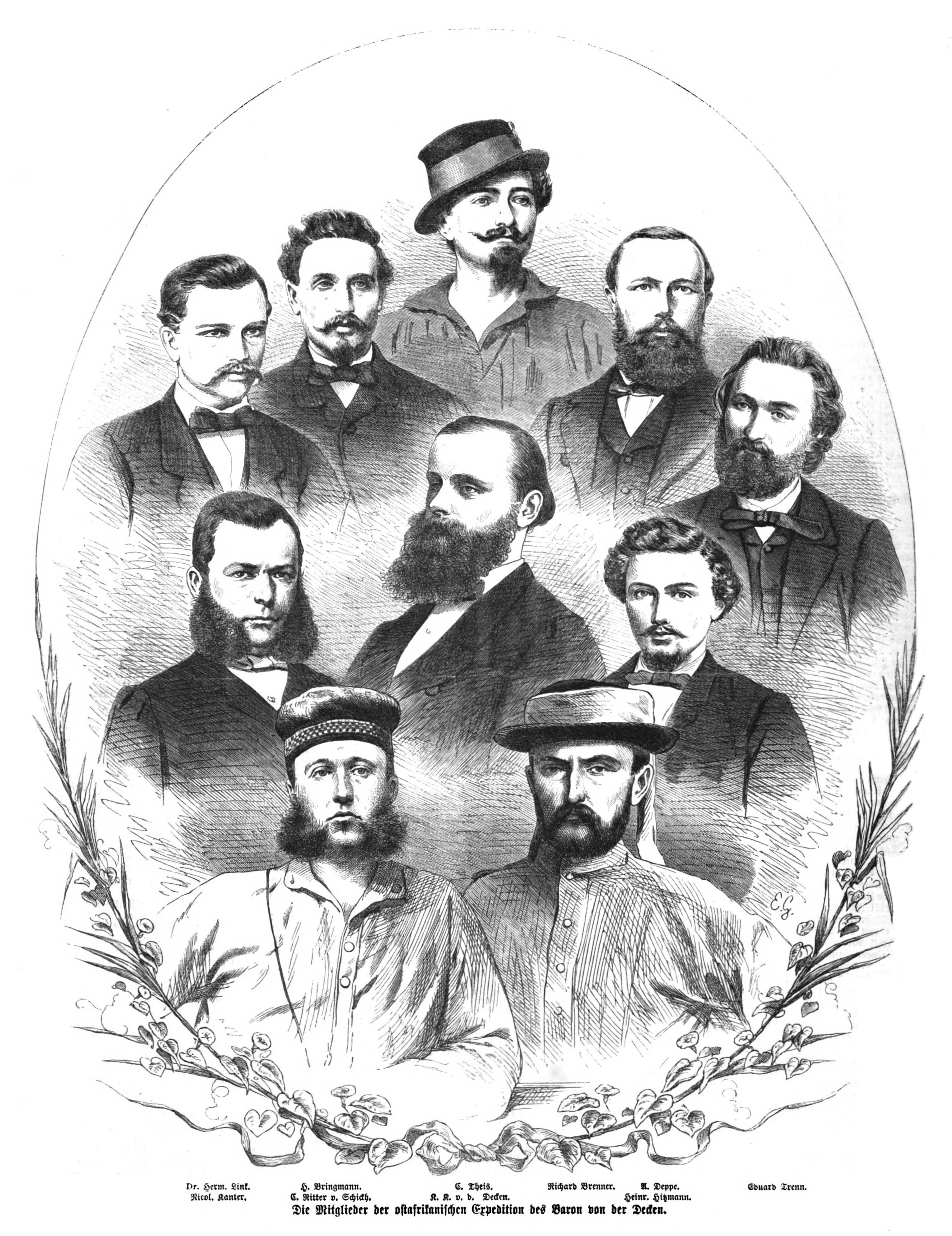
Die Mitglieder der ostafrikanischen Expedition des Baron von der Decken 1865, Darstellung aus der Illustrirten Zeitung vom 9. Juni 1866 – Am linken Rand der Illustration ist Eduard Trenn porträtiert.

Trenn wuchs als Kind einer minderbemittelten Familie in Görlitz auf. Zunächst machte er dort eine Tischlerlehre. Im Alter von 19 Jahren zog er nach Berlin, wo er durch Vermittlung eines Predigers eine Stelle im Atelier des Landschaftsmalers Hermann Eschke bekam und in drei Jahren zum Maler ausgebildet wurde. Als Begleiter eines Mäzens kam er nach Kreuznach. Dort förderte ihn der Bildhauer Karl Cauer und stattete ihn mit Mitteln für eine Wanderung im Rheintal aus. Ein Ergebnis dieser Reise, das Ölbild Buchenwald im Hunsrück, erwarb der Berlinische Kunstverein. Eine weitere Studienreise unternahm Trenn nach Schottland. Das Gemälde Schottische Strandlandschaft bei Sturm kaufte ein Kaufmann in Breslau, das Bild Mondscheinlandschaft nach schottischen Hochlandsmotiven erwarb ein Baron von Tiele-Winckler, das Motiv Loch Leven August von Mitschke-Collande.
1865 bewarb sich Trenn für die Teilnahme an einer Ostafrika-Expedition des Entdeckers Karl Klaus von der Decken. Auf dieser Expedition, die im Sultanat Sansibar begann, schuf Trenn Aquarelle von der Stadt Sansibar und ihrer Umgebung. Weiter führte ihn die Erkundungsfahrt nach Somalia, mit einem Dampfschiff den Fluss Juba aufwärts. Während dieser Fahrt erkrankte er, vielleicht an einem Leberleiden, denn seine Haut verfärbte sich gelb. Oberhalb von Baardheere schlug das Schiff leck, so dass ein Teil der Männer zu Fuß nach Baardheere aufbrach, um Proviant zu organisieren und die Möglichkeit zu sondieren, die Expedition ohne Schiff fortzusetzen. Trenn und der Maschinenmeister Kanter, die im Lager beim Schiff zurückgeblieben waren, wurden sodann bei einem Überfall durch Somalis getötet.